# Coueilles
Coueilles település Franciaországban, Haute-Garonne megyében. Lakosainak száma 90 fő (2022. január 1.). Coueilles Agassac, Castelgaillard, Fabas, L’Isle-en-Dodon és Saint-Frajou községekkel határos.

## Népesség
A település népességének változása:
| Lakosok száma | 93   | 91   | 89   | 90   | 98   | 96   | 94   | 94   | 95   | 90   |
|               | 1968 | 1982 | 1990 | 2006 | 2013 | 2015 | 2017 | 2019 | 2020 | 2022 |